# Andrzej Antoszewski
Andrzej Antoszewski (ur. 1949) – polski politolog.

## Życiorys
Absolwent Wydziału Prawa Uniwersytetu Wrocławskiego (1972), od 1977 doktor nauk humanistycznych w zakresie nauk o polityce, od 1985 doktor habilitowany, od 1991 – profesor nadzwyczajny, od 1993 – profesor zwyczajny.
Znawca systemów politycznych Europy Środkowej i Wschodniej, oraz teorii demokratyzacji. Autor i współautor monografii, podręczników, opracowań encyklopedycznych oraz ponad 150 artykułów poświęconych tematyce systemów politycznych. Laureat między innymi Nagrody MEN oraz Wydziału Dziennikarstwa i Nauk Politycznych Uniwersytetu Warszawskiego za Leksykon politologii (wydanie VI, Wrocław 2002), Nagrody PAN za Systemy polityczne współczesnego świata (Gdańsk 2001), oraz Nagrody Ministra Edukacji za publikację Systemy partyjne Europy Środkowej (Wrocław 2003).
Przewodniczący Komitetu Narodowego PAN do Spraw Współpracy z Międzynarodowym Stowarzyszeniem Nauk Politycznych (IPSA), wiceprezes Polskiego Towarzystwa Nauk Politycznych, członek Centralnej Komisji Do Spraw Stopni i Tytułów oraz Rady Programowej Studiów Politycznych. Od 1972 związany jest z Instytutem Nauk Politycznych Uniwersytetu Wrocławskiego, gdzie od początku lat osiemdziesiątych kieruje Zakładem Systemów Politycznych, a w latach 1996–1999 pełnił funkcję dyrektora Instytutu. Od 2005 jest członkiem Senatu na Uniwersytecie Wrocławskim.
Został członkiem Centralnej Komisji do Spraw Stopni i Tytułów w kadencji rozpoczętej w 2017.

## Wybrane publikacje

### Monografie
- Erozja systemu politycznego PRL w latach osiemdziesiątych (1992)
- Systemy polityczne demokracji zachodnioeuropejskich (1992; współautor)
- Partie i system partyjny w Polsce. Pierwsza faza przejścia ku demokracji (1993; współautor)
- Ewolucja polskiego systemu politycznego po 1989 roku w świetle komparatystycznej teorii polityki (1994)
- Socjaldemokracja w Europie Zachodniej (1995; współautor)
- Systemy polityczne współczesnego świata (2001; współautor)
- Wybory Samorządowe do rad gmin w 2002 roku w województwie dolnośląskim (2003; współautor)
- Partie i systemy partyjne Europy Środkowej (2003; współautor, redaktor)
- Wzorce rywalizacji politycznej we współczesnych demokracjach europejskich (2004)
- Partie polityczne Europy Środkowej i Wschodniej (2005)
- Wybory do Parlamentu Europejskiego w 2004 r. na Dolnym Śląsku i Opolszczyźnie (2006; współautor, redaktor)
- Systemy polityczne współczesnej Europy (2006; współautor)
- Partie i systemy partyjne państw Unii Europejskiej na przełomie wieków (2009)

### Podręczniki akademickie
- Demokracje zachodnioeuropejskie. Analiza porównawcza (1997; współredaktor i współautor)
- Demokracje Europy Środkowo-Wschodniej w perspektywie porównawczej (1998; 2001 tłumaczenie na język rosyjski; współredaktor i współautor)
- Polityka w Polsce w latach 90 (1999; współredaktor i współautor)
- Demokratyzacja w III Rzeczypospolitej (2002; redaktor i współautor)
- Systemy polityczne Europy Środkowej i Wschodniej. Perspektywa porównawcza (2006; redaktor i współautor)
- Demokracje zachodnioeuropejskie. (2008; redaktor i współautor)

### Opracowania encyklopedyczne
- Encyklopedia politologii, tom III. Partie i systemy partyjne (1998; współredaktor i współautor)
- Leksykon politologii (sześć wydań od 1996 roku, współredaktor i współautor)